# جون مارشال
جون مارشال (انگلیسی: Joan Marshall؛ ‏ ۱۹ ژوئن ۱۹۳۱ – ۲۸ ژوئن ۱۹۹۲) بازیگر سینما و تلویزیون اهل ایالات متحده آمریکا بود.
او در فیلم اسب در کت و شلوار فلانل خاکستری بازی کرده‌است.